# Prager Rathausuhr
Die Prager Rathausuhr, auch Aposteluhr oder Altstädter Astronomische Uhr, tschechisch Pražský orloj oder Staroměstský orloj (aus lateinisch horologium ‚Uhr‘), ist eine weltweit bekannte astronomische Uhr aus dem Jahr 1410, die sich in Prag an der Südmauer des Altstädter Rathauses befindet. Sie ist ein Meisterwerk gotischer Wissenschaft und Technik und ein wertvolles Kulturdenkmal.

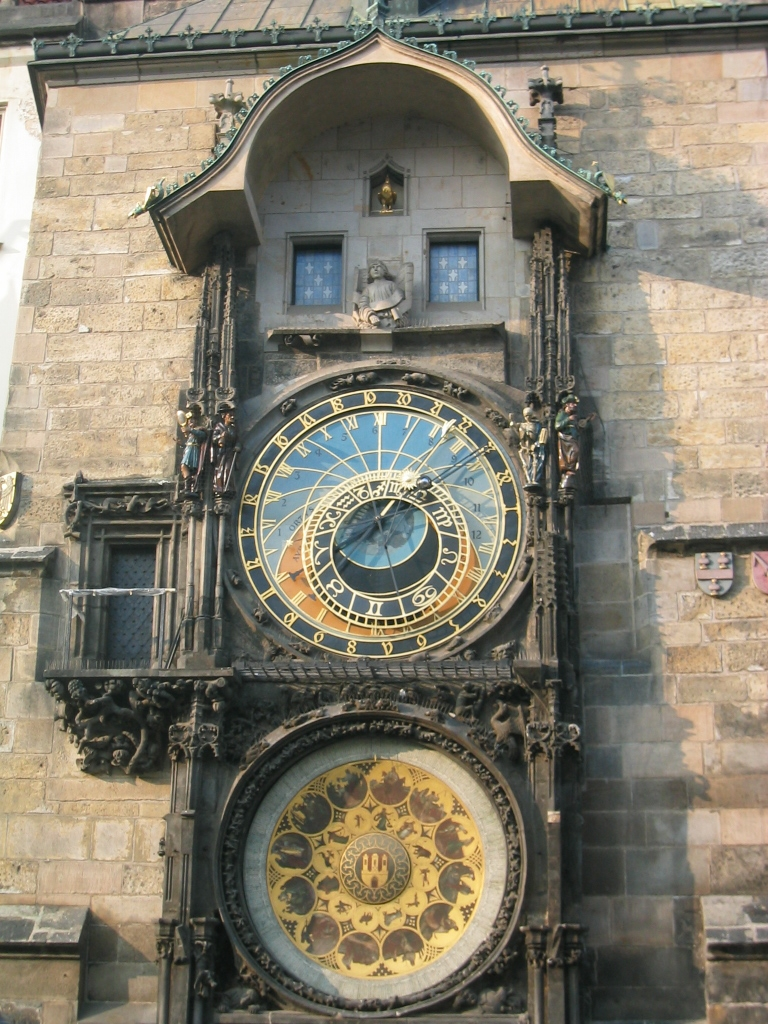
Astronomische Uhr am Prager Rathaus

## Geschichte
Die Prager astronomische Uhr ist heute eine der Hauptsehenswürdigkeiten der tschechischen Hauptstadt. Sie wurde nicht in einem Stück gebaut, sondern wuchs im Laufe der Jahrhunderte. Zusammen mit dem Altstädter Rathaus ist die astronomische Uhr ein nationales Kulturdenkmal und bildet einen unentbehrlichen Bestandteil des alten Prag.

### Baugeschichte
König Johann von Böhmen gestattete im Jahr 1338 den Bürgern der alten Stadt Prag die Errichtung eines Rathauses, das diese aus der Weinsteuer finanzierten. Der fast 70 m hohe Turm wurde 1364 fertiggestellt und bis ins 19. Jh. erweitert und umgebaut.

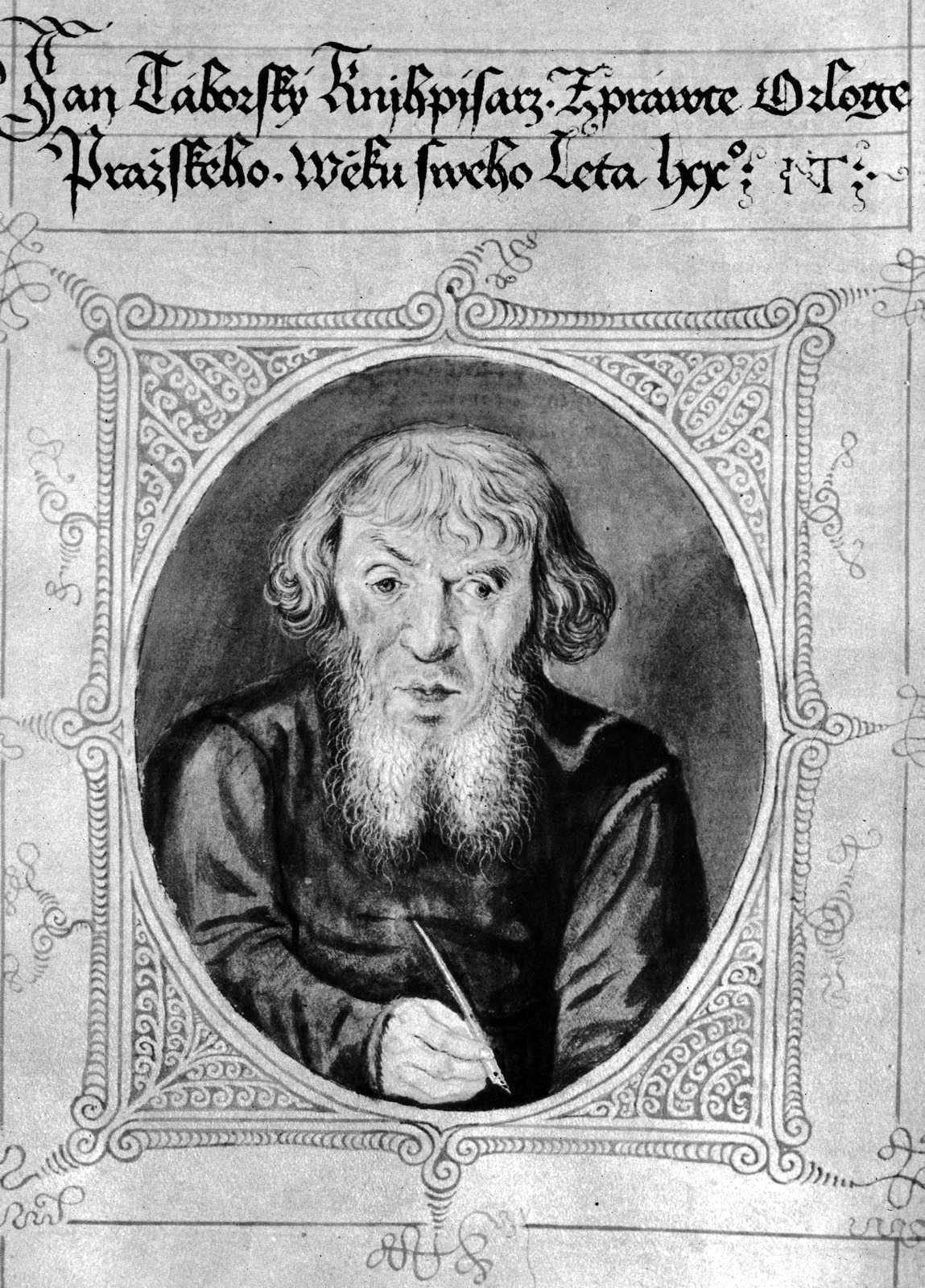
Jan Táborský im 70. Lebensjahr
(Selbstbildnis)

Bis zum 20. Jahrhundert wurde angenommen, dass die im Turm eingebaute Uhr im Jahre 1490 von einem Uhrmacher namens Jan Růže alias Meister Hanuš und seinem Gehilfen Jakob Zech gebaut wurde. Diese Information geht auf den Mechanikus Jan Táborský z Klokotské Hory zurück, der ab 1552 eine umfangreiche Reparatur an der Uhr durchführte und Meister Hanuš in seinem Rechenschaftsbericht Beschreibung der Prager Turmuhr im Jahr 1570 erwähnte. Inzwischen konnte dieser Irrtum berichtigt werden. Jan Růže und Jakub Čech waren erst später am Umbau der Uhr beteiligt, nicht am Anfang als die eigentlichen Uhrkonstrukteure.
Einer der ältesten Teile der Uhr ist das mechanische Uhrwerk mit dem astronomischen Zifferblatt. Das Uhrwerk wurde im Jahr 1410 von Uhrmacher Nikolaus von Kaaden nach den Plänen von Johannes Schindel gebaut, der ab 1409 als Professor für Mathematik und Astronomie an der Karls-Universität Prag tätig war.
Die Steinmetzarbeiten und Skulpturen um das astronomische Zifferblatt stammen aus der 1419 geschlossenen Werkstatt von Peter Parler.
Erst in einer zweiten Phase, etwa 1490, kam unterhalb des astronomischen Zifferblattes ein Kalender hinzu, offenbar eine Arbeit der bereits erwähnten Uhrmacher Jan Růže und Jakob Zech. Die gesamte Uhrenfassade wurde mit markanten Skulpturen im Stil der Vladislav-Gotik (die böhmische Version der gothique flamboyant) reich verziert. Die Reste der Parlerschen Skulpturen dicht um das astronomische Zifferblatt blieben jedoch erhalten.
Im Jahr 1551 wurde Jan Táborský z Klokotské Hory von dem Prager Stadtrat für die Wartung und Wiederherstellung des Werkes der Rathausuhr berufen. Er hat den Kalendarium-Antrieb und die halbe Stunde eingeführt. Außerdem installierte er zwei Sonnenuhren auf beiden Seiten des Zifferblattes, um die Uhr auch mechanisch unabhängig stellen zu können.
Bedeutsam ist auch der Umstand, dass die Prager Uhr noch in dieser Zeit ausschließlich astronomische Daten anzeigte. Dies hatte bereits Táborský in seinem Bericht unterstrichen. Er lobte ausdrücklich,

„dass auf der Uhr sich keine überflüssigen mechanischen Figuren zur Belustigung des Fußvolkes befänden, sondern nur die reine astronomische Kunst vertreten sei.“

Erst im 17. Jahrhundert wurde die Uhr beiderseits der Zifferblätter durch Figuren (Automaten) ergänzt. Der Zeitpunkt, zu dem die in den beiden Fensterchen oberhalb des astronomischen Zifferblattes ausgestellten astrologischen Tabellen gegen die Figuren der 12 Apostel ausgetauscht wurden, ist nicht eindeutig bekannt. Historisch belegt ist die Existenz der Apostel erst seit 1860. Die Figur des Hahnes kam 1882 hinzu.
Die elektrischen Aufzüge für die Uhr wurden erst 1957 eingebaut.
Die astronomische Uhr von Prag ist an ihrer ursprünglichen Stätte bereits 600 Jahre in Betrieb.

### Reparaturen
Im Laufe der Jahrhunderte blieb die Uhr viele Male stehen und musste umfassend repariert werden.

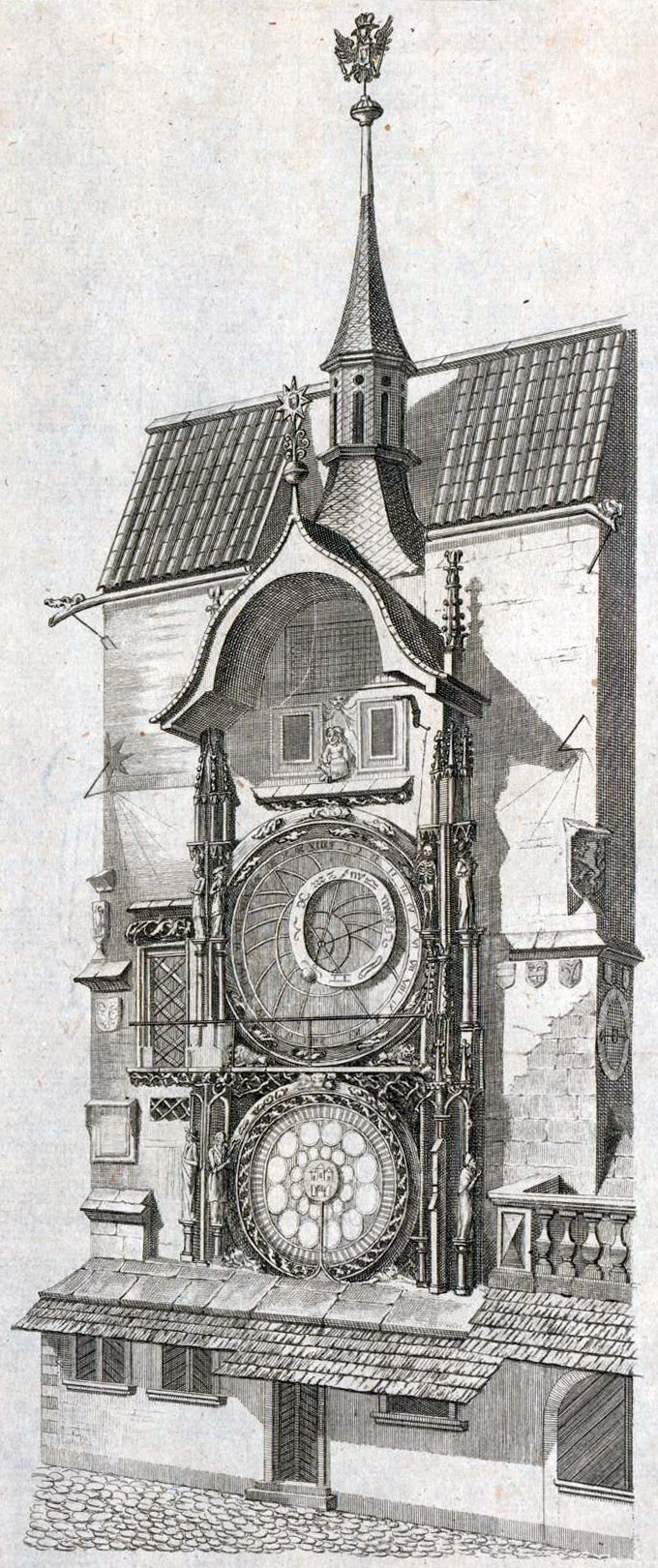
Rathausuhr um 1791

#### Die erste Rettung der Uhr
1760 war die Uhr in einem sehr schlechten Zustand, oft defekt und längere Zeiten außer Betrieb. Der damalige Magistrat lehnte alle Vorschläge und Hilfeangebote des Paters Johannes Klein aus der Sternwarte im Clementinum ab. Die Situation spitzte sich zu. Im Jahr 1787 war die Uhr in einem so kritischen Zustand, dass der Prager Magistrat sie als Schrott verkaufen wollte.
Ein tschechischer Patriot und Professor an der Karls-Universität (Antonín Strnad) machte sich um die Rettung der Uhr verdient. Er erkannte ihren historischen Wert und versuchte die Ratsherren für die Reparatur zu gewinnen. Nach längeren Bemühungen gelang es ihm, zunächst den Magistratsvorsitzenden und schließlich den ganzen Magistrat zu überzeugen, den benötigten Betrag für die Reparatur zu genehmigen. Unter der Leitung Strnads wurde die Reparatur in den Jahren 1787 bis 1791 vom Uhrmacher Šimon Landsperger, dem Staffierer Václav Obmauer und dem Bildhauer Anton Schuhmann durchgeführt. Trotz aller Reparaturen und weiterer Anstrengungen lief die Uhr mangelhaft. Erst nach der Großen Reparatur im Jahr 1866 gelang es, die Uhr wieder in Dauerbetrieb zu nehmen.

#### Die Große Reparatur
1866 erfolgte eine der umfangreichsten Reparaturen in der Geschichte der Uhr. Der ursprüngliche Gangregler (Foliot) wurde durch eine separate Präzisionspendeluhr ersetzt, die dem alten Uhrwerk jede Minute einen Impuls gibt. Sowohl der Antrieb der Kalenderscheibe als auch derjenige der böhmischen Stunde wurden umkonstruiert. Die von Táborský installierten Sonnenuhren wurden entfernt. Stattdessen kamen zwei neue, beleuchtete Zifferblätter mit römischen Zahlen an die Seitenwände des Vorbaus. Bei der Restaurierung des astronomischen Zifferblattes ist aber ein Fehler unterlaufen: Der runde Tierkreiszeiger wurde fälschlicherweise ca. 20 cm im Durchmesser kleiner gemacht. Um diesen Fehler auf die Schnelle zu beheben, bekam der Tierkreiszeiger einen zweiten goldenen Reif, der mit 72 Stäben mit dem Tierkreis vernietet wurde. Somit erhielt die Uhr ihr weltweit einzigartiges Aussehen. Für die Änderung der Gestänge des Sonnen- und Mondlaufs auf der Ekliptik blieb leider keine Zeit, und so laufen beide bis heute auf dem kleineren Kreis.
Bei den Reparaturen wurde auch eine neu überarbeitete Kalenderscheibe installiert, die ein Werk des Malers Josef Mánes ist. Die Scheibe stellt den Medaillonzyklus der zwölf Monate und zwölf Tierkreise dar. Als unmittelbare Vorlage für die Darstellung der jahreszeitlichen Arbeiten in den Medaillons dienten Josef Mánes die Miniaturen im handschriftlichen Brevier des Prager Kreuzherrengroßmeisters Löw aus dem Jahr 1356. Heute ist das Original im Stadtmuseum von Prag deponiert, und eine vom Maler Bohumír Číla angefertigte Kopie schmückt an ihrer Stelle die Uhr.

#### Die zweite Rettung der Uhr
Während des Prager Aufstands, in den letzten drei Tagen des Zweiten Weltkrieges schossen die letzten deutschen Panzer vom Prager Hügel Letná den neugotischen Ost- und Nordflügel des Rathauses in Brand, wobei auch das Stadtarchiv zerstört wurde – bis heute eine empfindliche Baulücke vor der St.-Nikolaus-Kirche. Die Astronomische Uhr wurde sowohl durch direkten Beschuss als auch durch das ausgebrochene Feuer schwer beschädigt. Viele gaben die Hoffnung auf, das Uhrwerk könnte noch restauriert werden. Es gab sogar Stimmen, es durch ein völlig neues, mit modernen Zeigern versehenes zu ersetzen. Die Figuren sollten das zeitgenössische Leben symbolisieren. Dennoch gelang es, das historische Werk zu restaurieren, was zu der Entscheidung führte, die astronomische Uhr insgesamt in ihrer ursprünglichen Gestalt wiederherzustellen. Die Apostel, die heute zu sehen sind, wurden vom Bildhauer Vojtěch Sucharda erst 1948 gefertigt. Nur zwei der ursprünglichen Figuren haben im Prager Stadtmuseum überlebt. Zum 1. Juli 1948 konnte die Originaluhrmechanik nach aufwendigen Reparatur- und Restaurierungsarbeiten wieder ihrer Bestimmung übergeben werden.

### Chronologie

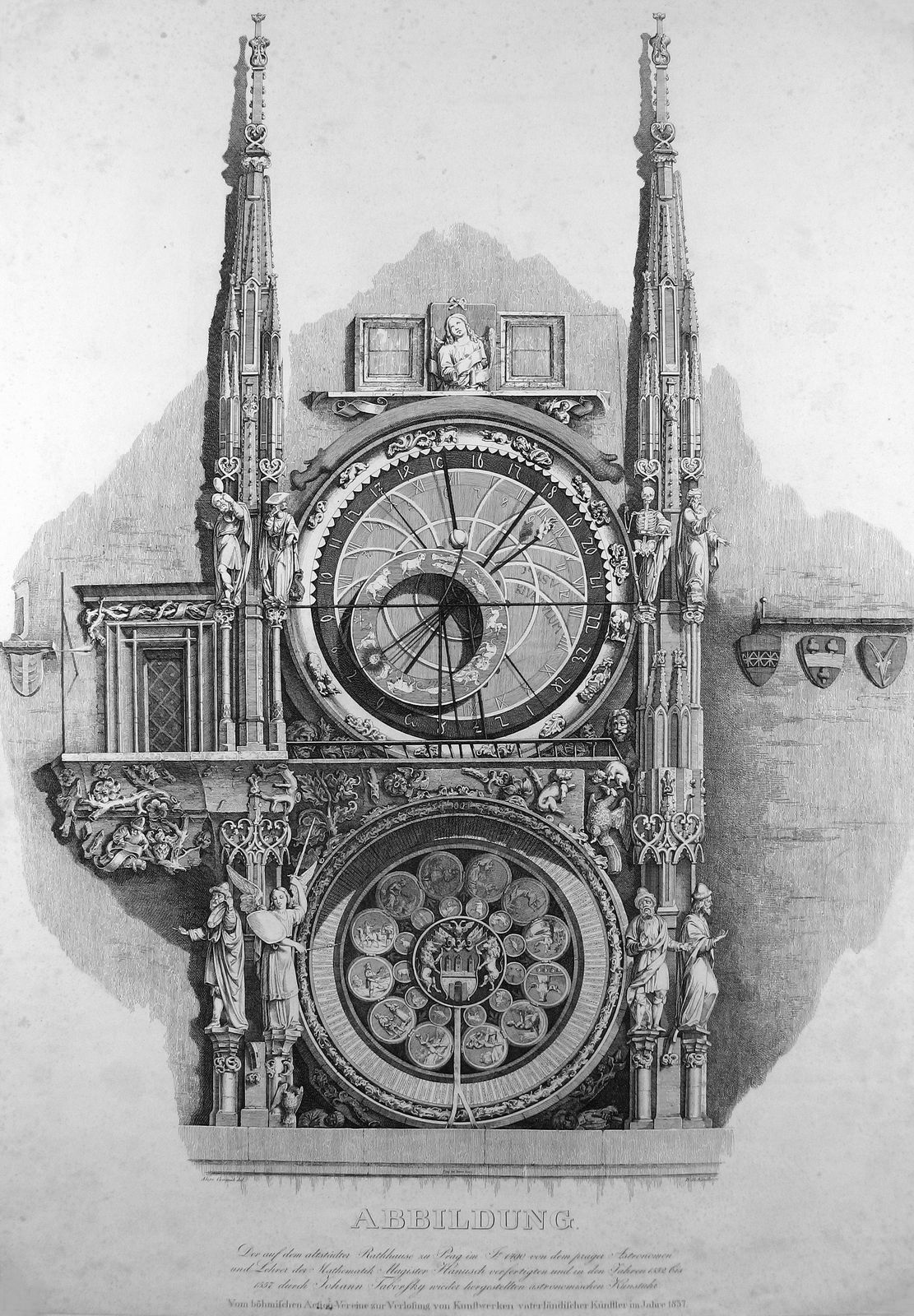
Stich aus dem Jahr 1837

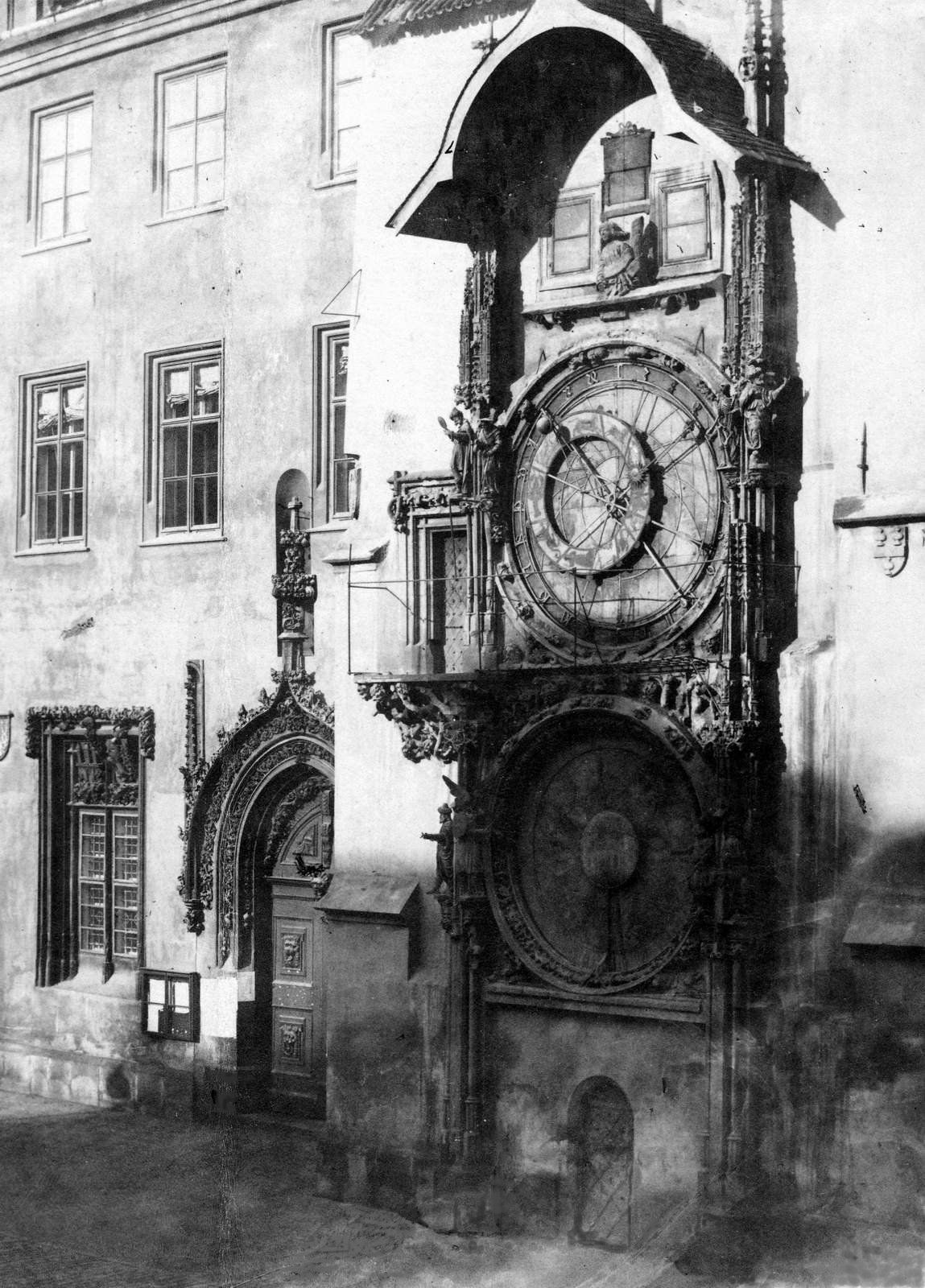
Foto vor der Großen Reparatur um 1860

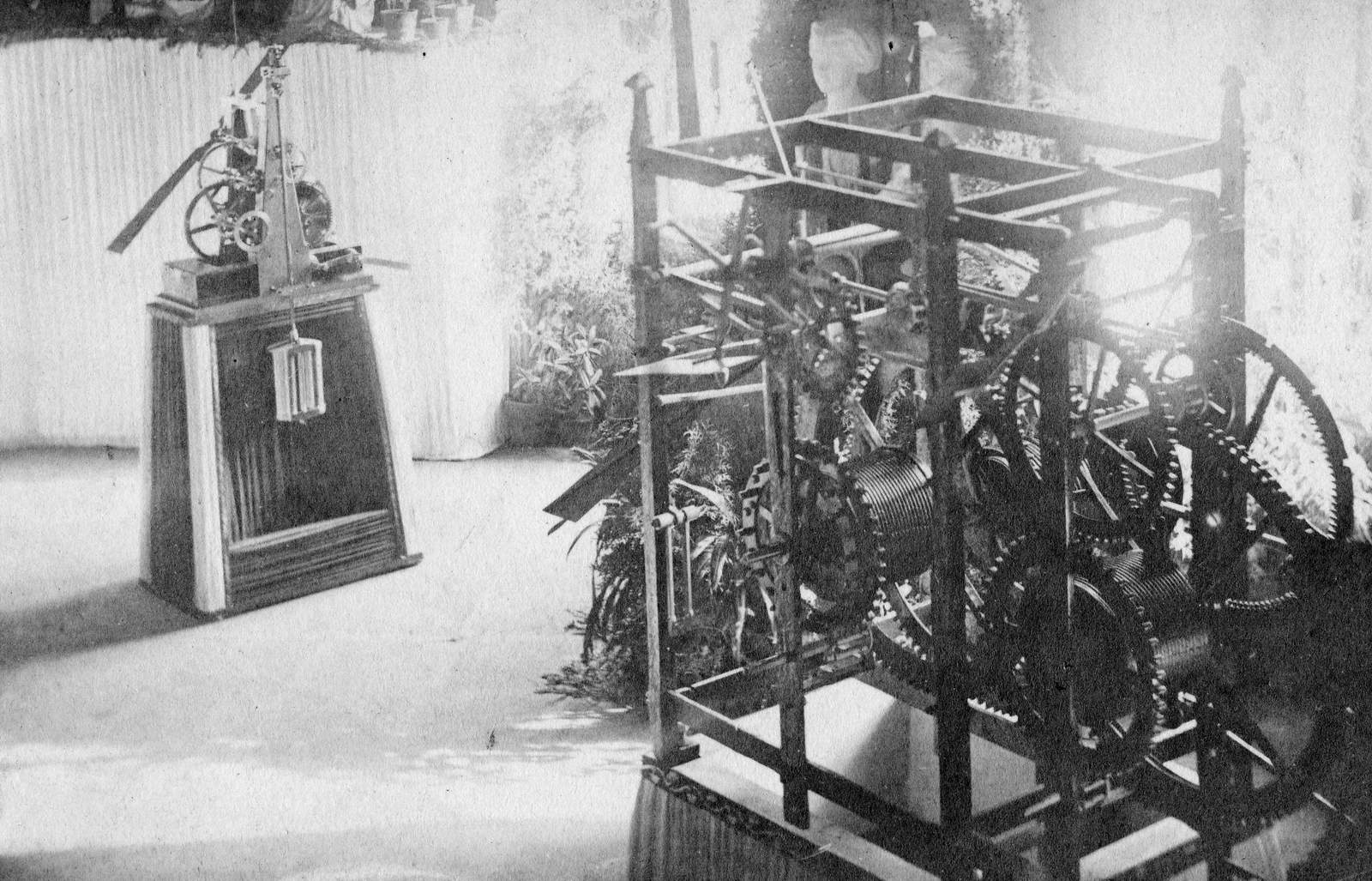
Ausgestellte Werke nach der Restaurierung 1866. Vorne restauriertes Hauptwerk, hinten von Romuald Božek fertiggestelltes Minutenwerk

| Jahr | Art der Arbeiten | Ausführende                                                     |
| ---- | --- | --------------------------------------------------------------- |
| 1338 | Rathausbau |                                                                 |
| 1410 | Entstehungszeit Astrolabium, Uhrwerk | Johannes Schindel Nikolaus von Kaaden                           |
| 1490 | Rathausumbau Kalendarium, Antrieb der Böhmischen Stunde | Jan Růže (Meister Hanuš) Jakob Zech                             |
| 1566 | Verbesserungen Kalendarium-Antrieb, die halbe Stunde, Sonnenuhren | Jan Táborský z Klokotské Hory                                   |
| 1629 | Reparatur | unbekannt                                                       |
| 1659 | Umbau Schlagwerk mit Glocke, Figuren beiderseits der Zifferblätter | unbekannt                                                       |
| 1787 | Reparatur „Rettung vor dem Verschrotten“ | Antonín Strnad Simon Landsperger Wenzel Obmauer Anton Schuhmann |
| 1866 | „Großer Umbau“ Spindelgang mit Waag entfernt, Chronometer, Außenuhren, Apostelantrieb, Antrieb der Böhmischen Stunde, Veränderung des Zodiakus, Kalenderscheibe neu gestaltet, Mondumlaufkorrekturgetriebe, Sonnenuhren entfernt | Romuald Božek Ludwig Hainz Čeněk Daněk Josef Mánes              |
| 1882 | Reparatur, Ergänzung Klangskulptur Hahn | Ludwig Hainz                                                    |
| 1930 | Reparatur, Restaurierung der Figuren |                                                                 |
| 1945 | schwere Kriegsbeschädigung |                                                                 |
| 1946 | Umfangreiche Reparatur nach der Kriegsbeschädigung | Jindřich Vesecký Rudolf Vesecký Josef Valášek Josef Frič        |
| 1957 | Umbau Antrieb der Böhmischen Stunde, Aufzüge elektrisch | E. Procházka Miroslav Krajník Josef Valášek                     |
| 1963 | Reparatur | Jindřich Vesecký Rudolf Vesecký Josef Valášek                   |
| 1979 | Reparatur Korrektur der astronomischen Nacht auf dem Zifferblatt | Zdeněk Horský Josef Valášek                                     |
| 1993 | Reparatur | Zdislav Šíma Heisler Josef Valášek Otakar Zámečník              |
| 2005 | Reparatur | Zdislav Šíma Otakar Zámečník                                    |

## Mythen, Sagen
Wie viele andere bedeutende historische Objekte, ist auch diese Astronomische Uhr von zahlreichen Sagen umwoben. Am bekanntesten ist die Sage vom Meister Hanuš, als Schöpfer der Uhr. Die Sage ist frei erfunden und rankt sich übrigens (nur mit anderen Personen) auch um andere Uhren dieser Art auf der Welt.

### Meister Hanuš

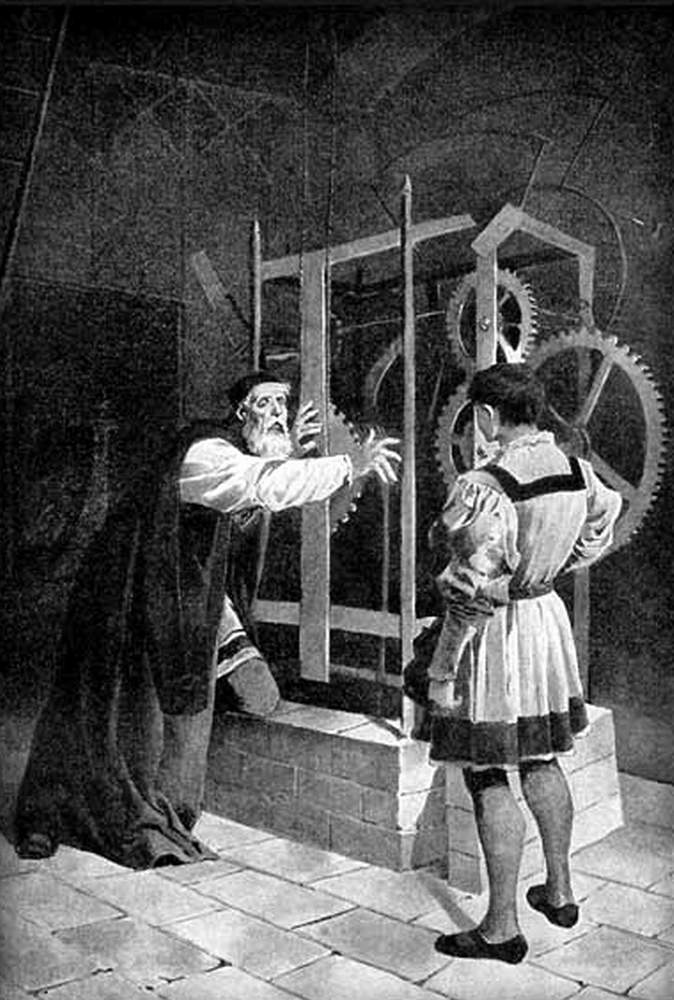
Meister Hanuš

Nachdem er die Uhr fertiggestellt hatte, erklärte Meister Hanuš seine Konstruktion den Prager Ratsherren. Alle waren sich einig, noch nie ein solch beeindruckendes Werk gesehen zu haben. Obwohl Hanuš versicherte, reichlich froh zu sein, dass er überhaupt dieses eine Werk habe vollenden können, begann die prophylaktische Eifersucht an den Ratsherren zu nagen. Da Hanuš tatsächlich bald Angebote aus den verschiedensten Städten für neue Turmuhren bekam, verabredeten sie eine schreckliche Tat.
Eines Nachts drangen gedungene Verbrecher in das Schlafgemach des Meisters und stachen ihm beide Augen aus. Hanuš überlebte den feigen Anschlag zwar, siechte aber nun dahin. Doch schließlich raffte er sich zu einer letzten Tat auf: Er ließ sich zu der Uhr leiten, und als es zur vollen Stunde schlug und sich das komplizierte Räderwerk in Bewegung setzte, legte er die Hand in das Uhrwerk, und prompt blieb das Werk mit einem grauenhaften Knirschen stehen. Meister Hanuš ließ sich wieder nach Hause bringen, wo er gleich darauf starb.
Weitere hundert Jahre lang konnte niemand die Prager astronomische Uhr reparieren.

### Böhmische Adlige
Nach dem Ständeaufstand in Böhmen wurden am 21. Juni 1621 siebenundzwanzig böhmische Adlige vor dem Prager Rathaus exekutiert. (Ihre Köpfe wurden in Drahtkörben am Altstädter Brückenturm zur Abschreckung aufgehängt.) Die Legende besagt, dass sich jedes Jahr am Tag der Exekution alle siebenundzwanzig Geköpften vor dem Rathaus treffen, dann langsam und still zum Südportal gehen und die astronomische Uhr beobachten. Geht die Uhr gut und genau, dann wird es dem tschechischen Volk gut gehen, und alle gehen im Frieden auseinander. Geht die Uhr falsch oder steht sie sogar, dann kommen schlechte Zeiten auf das tschechische Volk zu. Dann gehen alle traurig in die dunklen Gassen der Prager Altstadt und müssen solange in den Gassen warten, bis wieder ein Jahr vergangen ist.

### Ritter und Sensenmann
Von all den Zeichen auf der Rathausuhr interessierte die Menschen immer am meisten der gefürchtete Sensenmann, dem in der Regel schlechte Omen und Wahrsagereien angedichtet wurden. Es gibt aber auch eine Sage, die ihn zum Zeichen der Hoffnung kürt:
Angeblich waren die Fenster oberhalb des astronomischen Zifferblattes, die heute die Apostel beherbergen, die Fenster zu einer Gefängniszelle im alten Rathaus. Hier war ein Raubritter inhaftiert, der sich in der Stadt mit dem Schwert geschlagen hatte und wartete auf die Vollstreckung seines Todesurteils. Er beobachtete aus dem Fensterchen, wie sich ein Spatz in dem Mund des Sensenmanns niederließ, während dieser ihn auf- und zu klappte. Nach dem Ende der Vorführung blieb der Spatz in besagtem Mund gefangen und musste bis zur nächsten Stunde warten, bis er wieder frei wurde. Nachdem der Spatz in die Freiheit geflogen war, hatte der Ritter wieder Hoffnung, vielleicht selbst freizukommen. Und dies geschah tatsächlich, er wurde begnadigt.

## Beschreibung

### Anzeigen
Das Portal der Uhr zeigt die typische Verteilung der Anzeigen in damaliger Zeit. Oben ist das Zifferblatt mit zeit- und astronomischen Anzeigen platziert, darunter das Kalendarium. An den Seiten sind die Figuren und Automaten angebracht. Über alle Zifferblätter wurde später noch der Apostellauf installiert.

#### Astronomisches Zifferblatt

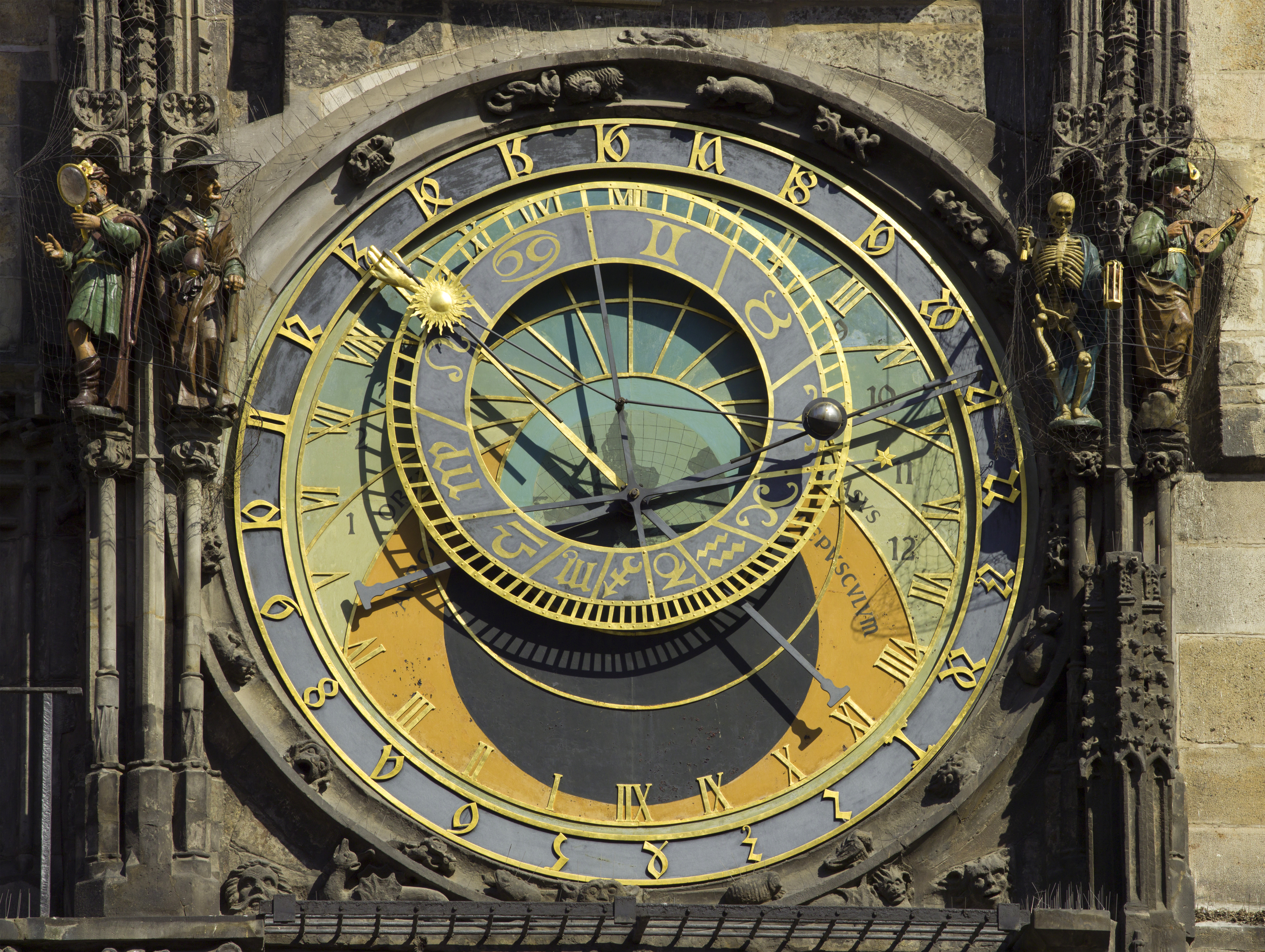
Astronomisches Zifferblatt am Rathausturm

Das obere Zifferblatt, der wichtigste Teil der Uhr, ist eigentlich ein mit einem Uhrwerk angetriebenes Astrolab mit stereografischer Projektion aus dem Norden. Er besteht aus einem nicht beweglichen Kreis in der Mitte und einem beweglichen Ring außen, für die Böhmische Stunde. In der Mitte des Zifferblattes, die sich genau auf die geographische Breite Prags bezieht, drehen sich drei Zeiger.
- Der Sonnenzeiger, auf dem sich die Sonne im Laufe des Jahres verschiebt.
- Der Mondzeiger, auf dem sich der Mond im Laufe des Jahres verschiebt und zur Anzeige der Mondphasen sich gleichzeitig um die eigene Achse dreht.
- Die Ekliptik mit Tierkreiszeichen, ein drehbares Zifferblatt für die Anzeige der momentanen Stellung der Sonne und des Mondes im Zodiakus.
Erläuterung zum Bild:

1. Festes Zifferblatt mit goldenen römischen Zahlen. Die obere XII bedeutet Mittag, die untere Mitternacht. Auf dieser Skala zeigt der Sonnenzeiger (9.) die bürgerliche Stunde, früher war dies die Wahre Ortszeit, heute wird aber die Mitteleuropäische Zeit angezeigt.
2. Äquator.
3. Arabische schwarze Zahlen abgegrenzt mit goldenen Segmenten. Die Sonne (10.) zeigt auf dieser Skala die Temporalen Stunden, auch Planetenstunden genannt. Diese beginnen mit Sonnenaufgang mit der 1. Stunde und enden mit der 12. Stunde bei Sonnenuntergang.
4. Wendekreis des Krebses.
5. AURORA (Morgenröte), ORTUS (Sonnenaufgang), OCCASUS (Sonnenuntergang), CREPUSCULUM (Abendröte). Diese vier Felder, mit goldenen Segmenten abgegrenzt, zeigen die Dämmerungsphasen. Die Sonne (10.) überquert täglich die goldenen Segmente und der Sonnenzeiger (9.) zeigt die Stunden (1. und 8.) der jeweiligen Dämmerungen an. Ähnlich zeigt der Mondzeiger den Mondauf- und -untergang an.
6. Sternzeitzeiger: Dieser Zeiger ist fest mit der Ekliptik (13.) verbunden und zeigt mit einem kleinen Stern auf der Skala (1.) die Sternzeit.
7. Dunkler Kreis für die Dämmerungsphase astronomische Nacht.
8. Goldene gotische Zahlen auf einem separaten beweglichen Ring für das Ablesen der böhmischen Stunden. Diese beginnen eine halbe Stunde nach dem Sonnenuntergang mit der 1. Stunde und werden bis 24 gezählt. Da sich der Sonnenuntergang im Laufe des Jahres ständig zeitlich ändert, wird die 1. böhmische Stunde mit der Zeit des gültigen Sonnenunterganges automatisch synchronisiert.
9. Die Goldene Hand ist ein Symbol des Segens. Sie sitzt auf dem Sonnenzeiger und zeigt auf dem festen Zifferblatt (1.) die bürgerliche Stunde und gleichzeitig auf dem beweglichen Zifferblatt (8.) die böhmische Stunde.
10. Die Sonne zeigt auf dem unteren nichtbeweglichen Zifferblatt ihren Tagbogen. Dabei werden die Planetenstunde (3.) oder die Dämmerungsphasen (5. und 7.) angezeigt. Die Höhe der Sonne wird durch das Verschieben auf dem Sonnenzeiger (9.) in Bezug zu Wendekreisen und Äquator (2., 4., 12.) dargestellt. Gleichzeitig wird auf dem Ekliptikzeiger (13.) der momentane Stand der Sonne in der Ekliptik und das dazugehörige Tierkreiszeichen angezeigt.
11. Die schwarzsilberne Kugel auf dem Mondzeiger gibt den momentanen Stand des Mondes in der Ekliptik (Tierkreiszeichen) an. Zugleich dreht sich die Kugel um ihre eigene Achse und zeigt dabei die Mondphase.[18] Gleichzeitig wird auf dem unteren nichtbeweglichen Zifferblatt der Mondauf- und -untergang angezeigt.
12. Wendekreis des Steinbocks.
13. Die Ekliptik, ein Zeiger oder besser gesagt ein drehendes Zifferblatt, das sich in einem Sterntag einmal um den Mittelpunkt des Astrolabiums dreht. Auf dem Rand laufen die Sonne (10.) und der Mond (11.) und zeigen ihre momentane Stellung in dem Zodiakus an.

(Der Einfachheit halber noch einmal das Bild)

Auf dem abgebildeten Zifferblatt können folgende Daten abgelesen werden:
- es ist ca. 16:00 Uhr (9. auf 1.)
- es ist die 21. böhmische Stunde (9. auf 8.)
- Sternzeit ca. 2:30 (6. auf 1.)
- wir befinden uns in der 10. Planetenstunde (10. auf 3.)
- der Mond ist im letzten Viertel (Kugel 11.)
- der Mond steht im Tierkreiszeichen Löwe (11. auf 13.)
- die Sonne steht im Tierkreiszeichen Jungfrau (10. auf 13.). Der Zeitraum des Sonnendurchlaufes für das Tierkreiszeichen Jungfrau ist vom 24. August–23. September. Da die Sonne sich im ersten Drittel befindet, kann man das Datum auf Anfang September schätzen.
- Die Sonne (10.) entfernt sich vom Wendekreis des Krebses (4.) und steht schon sehr nah am Äquator (2.). Wir werden in Kürze Tag-und-Nacht-Gleiche (Äquinoktium) haben und der Herbst fängt an (22.–23. September).

#### Kalendarium

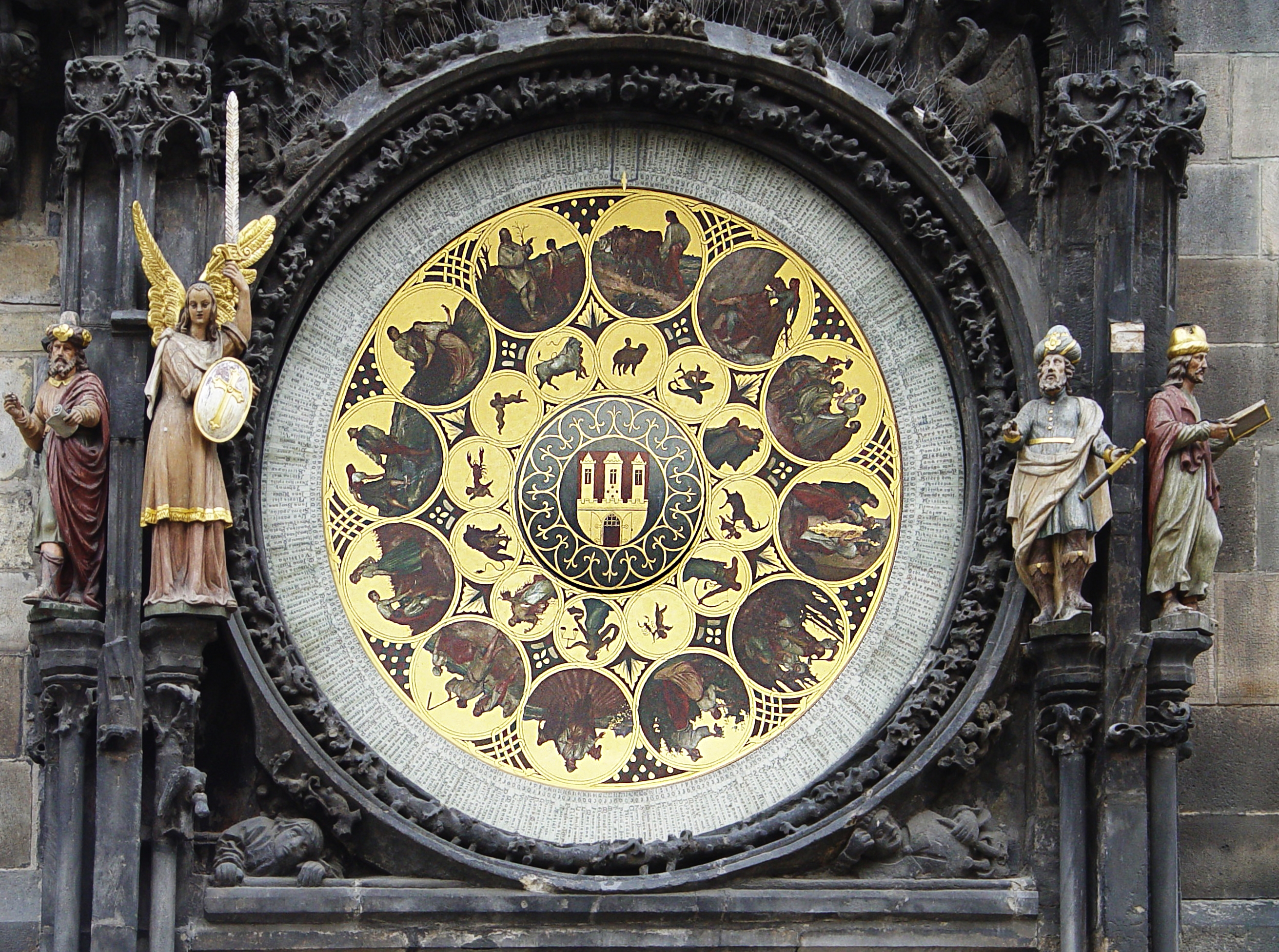
Kalendarium

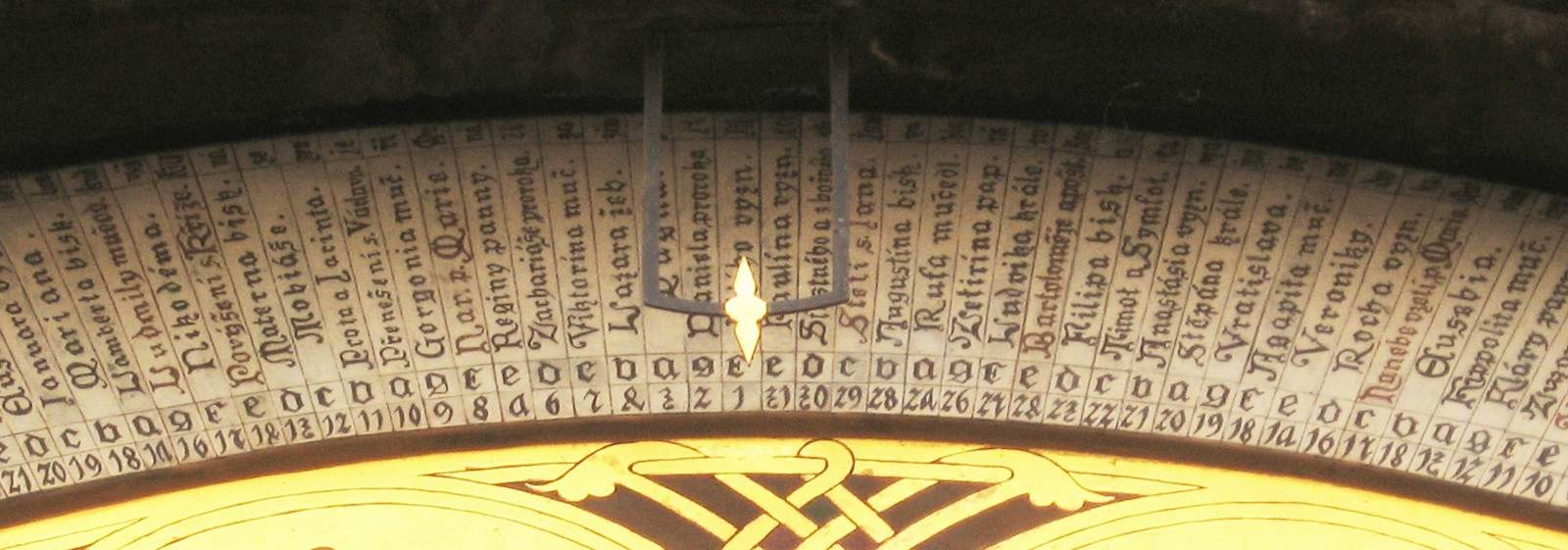
Zeigerstellung am 1. September

Das untere Zifferblatt ist ein Kalender, der die Monate und die Tage zählt. Der äußere Rand der Scheibe besteht aus 365 Segmenten, die jeweils vier Felder haben. Von innen gesehen ist im ersten Feld der Tag des Monats, im zweiten der Sonntagsbuchstabe, im dritten der Namenstag, wobei die geweihten Namenstage rot geschrieben sind, und im äußeren Feld sind die Anfangssilben des Cisiojanus dargestellt.
Die Scheibe dreht sich im Uhrzeigersinn jeden Tag um ein Segment weiter. Vor der Großen Reparatur im Jahr 1866 zeigte der Engel (links vom Zifferblatt) auf das jeweilige Segment mit einem Stab, den er in der rechten Hand hielt. Heute befindet sich ein kleiner Ablesezeiger an der höchsten Stelle des Zifferblattes. Die zwölf inneren Medaillons stellen die Sternzeichen des Tierkreises dar, jedes zeigt einen Monat, während auf dem äußeren Medaillon typische Monatsbilder zu sehen sind, die einer jahrtausendealten europäischen Tradition folgen. In der Mitte befindet sich das nicht drehbare Wappen der Prager Altstadt.
Beispiel für einige Segmente, angefangen am 29. August (Bild rechts)
| Tag im Monat | Sonntagsbuchstabe | Namenstag            | Cisiojanus |
| ------------ | ----------------- | -------------------- | ---------- |
| 29           | C                 | Stětí sv. Jana       | Jana       |
| 30           | D                 | Šťastného a zbožného | sťa        |
| 31           | E                 | Paulina vyzn.        | ta         |
| 1            | F                 | Jiljího vyzn.        | Jil        |
| 2            | G                 | Daniela Proroka      | ji         |
| 3            | A                 | Magna                | pod        |
| 4            | B                 | Wazara žeb.          | zim        |

Cisiojanus für diesen Kalenderteil: … hlava Jana sťata. Jiljí podzim začíná …

#### Figuren und Automaten

Die Apostel, der Engel und der Hahn

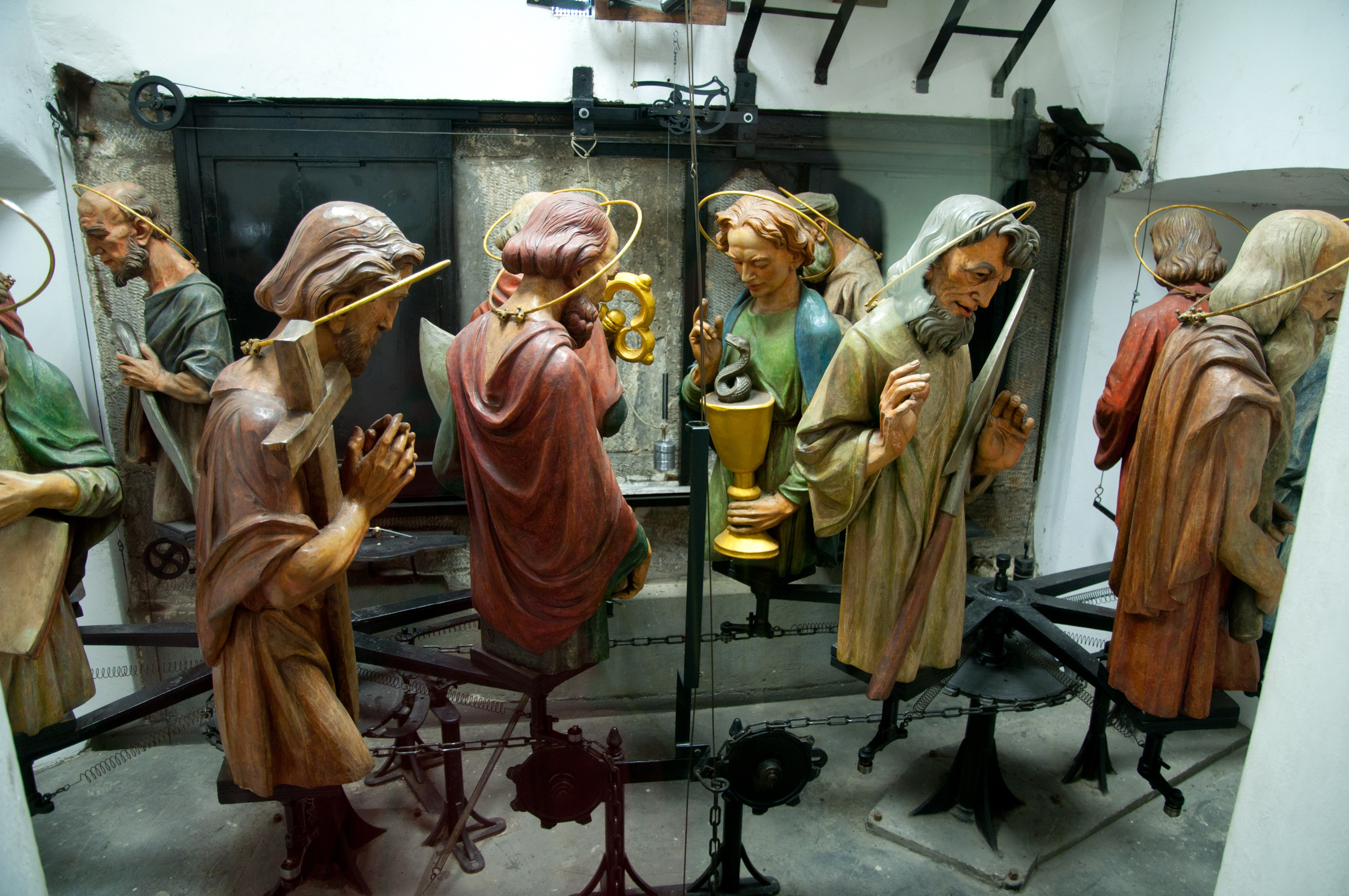
Die Apostel (von innen)

Täglich zu jeder vollen Stunde zwischen 9 und 22 Uhr erscheinen in den beiden Fenstern die Figuren der zwölf Apostel. Zugleich erwachen an den Seiten des astronomischen Zifferblattes vier Figuren: auf der linken Seite die Allegorie der Eitelkeit neben der Habsucht, auf der rechten Seite der Sensenmann (Allegorie des Todes), der die Sanduhr wendet und dazu mit der Glocke im kleinen Turm über dem Apostelgang klingelt. Neben dem Sensenmann ist der Türke, der die Allegorie der Wollust darstellen soll. Nachdem alle Apostel vorbeigezogen sind, kräht der Hahn oberhalb der Apostelfenster, und die Glocke oben am Turm beginnt die Stunde zu schlagen. Zum Abschluss dreht der Sensenmann das Stundenglas, welches er in seiner linken Hand hält.
Neben dem Kalenderzifferblatt sind weitere vier Holzfiguren platziert, die jedoch nicht beweglich sind. Auch hier handelt es sich um allegorische Darstellungen. Links der Philosoph und der Engel mit dem Flammenschwert, rechts der Astronom und der Chronikschreiber.
Die älteste Figur auf der Uhr ist der gotische Engel zwischen den zwei Apostelfenstern. Hier handelt es sich inzwischen um eine Kopie des Originals aus dem 15. Jahrhundert, das im Museum untergebracht ist.
Um die Jahreswende 1911/12 sind die Figuren zwecks Vornahme einer Reparatur aus dem Uhrwerk herausgenommen und in diesem Zuge erstmals fotografisch festgehalten worden.
|  |  |  |  |

### Uhrwerk
Durch die geschichtlich bedingten technischen Veränderungen besteht das heutige Uhrwerk aus mehreren Komponenten. Die technischen Veränderungen gegenüber dem ursprünglichen Uhrwerk sind äußerst behutsam erfolgt. So hat das Gehwerk mit Zeigerwerk alle Reparaturen in den letzten 600 Jahren ohne Veränderungen überlebt und ist bis heute in der damaligen Form und Funktion erhalten geblieben.
Ursprünglich besaß die Uhr als Gangregler ein Foliot mit Spindelgang, das erst bei den umfangreichen Reparaturen (1866) durch ein Minutenwerk (Präzisionspendeluhr) ersetzt wurde. Mit dieser zusätzlichen Maßnahme hat die Uhr bis heute eine ausreichende Ganggenauigkeit.

#### Die einzelnen Komponenten
- Gehwerk mit Zeigerwerk (Astrolabiumantrieb)[26]
- Läutwerk mit Apostelantrieb[27]
- Schlagwerk[28]
- Kalendariumswerk
- Minutenwerk (Präzisionspendeluhr)[29]
- Antrieb der böhmischen Stunde[30][31]

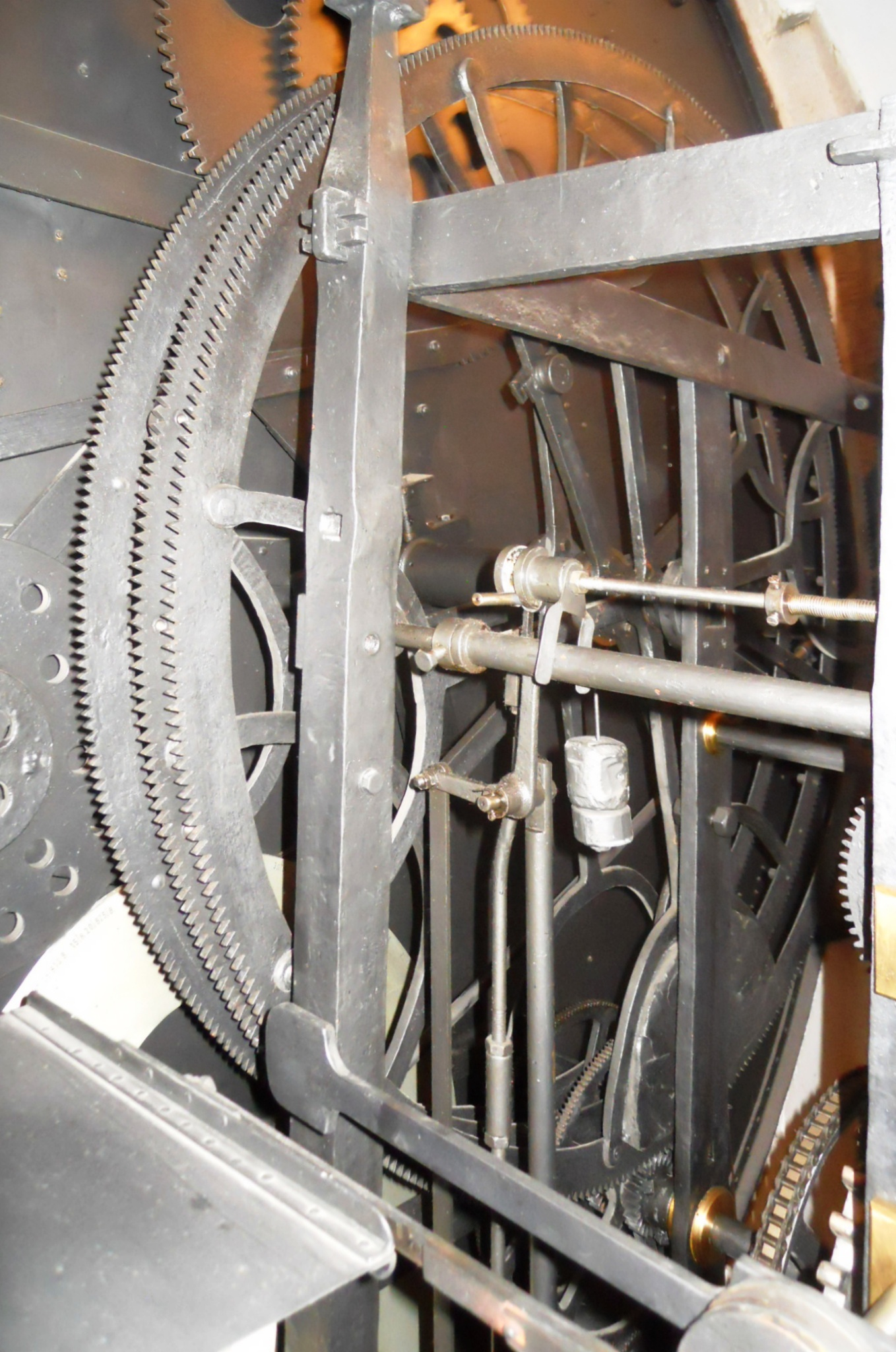
Gehwerk mit Zeigerwerk (Astrolabiumantrieb)
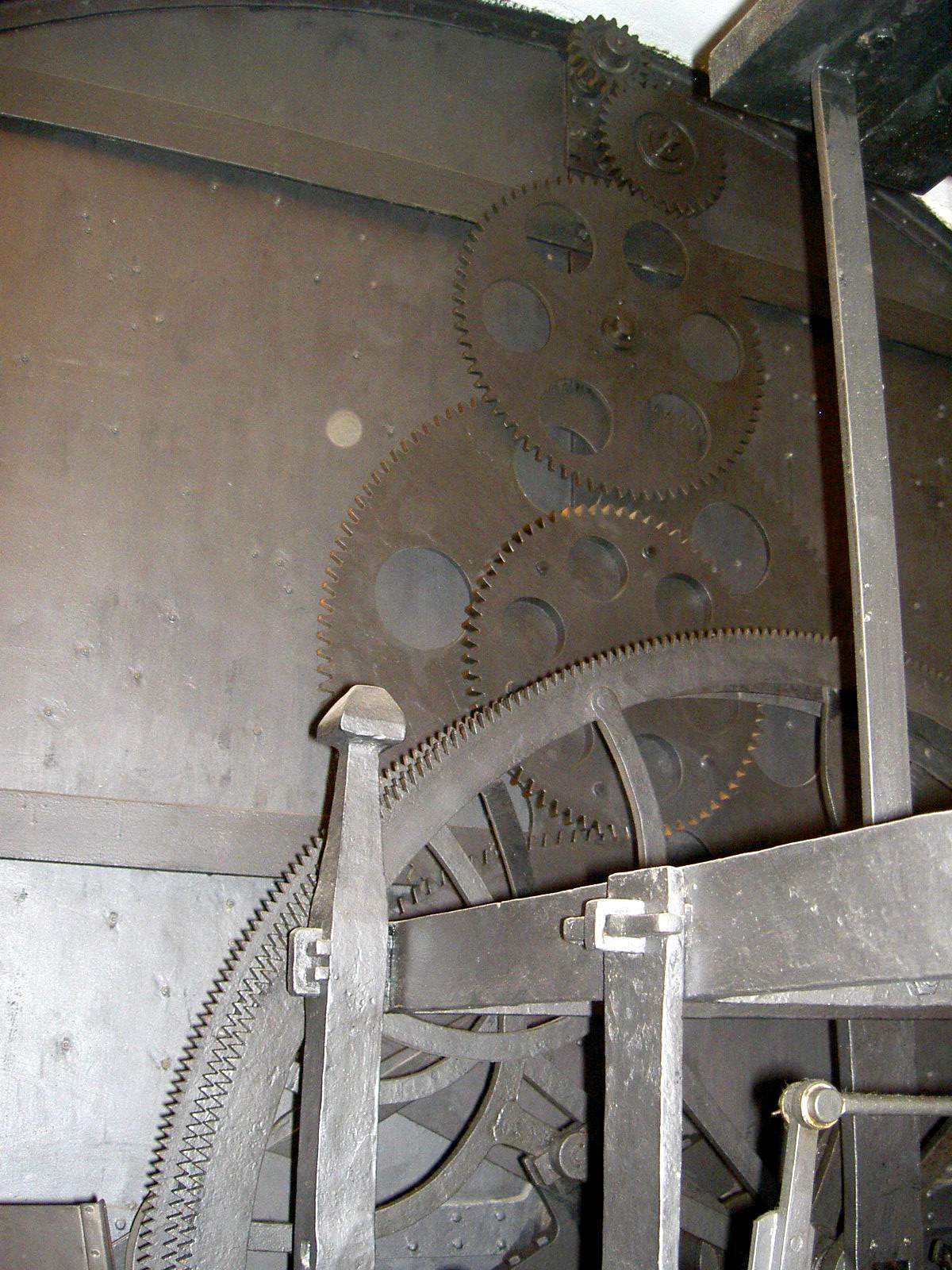
Zeigerwerk. Dahinter der Antrieb der „Böhmischen Stunde“
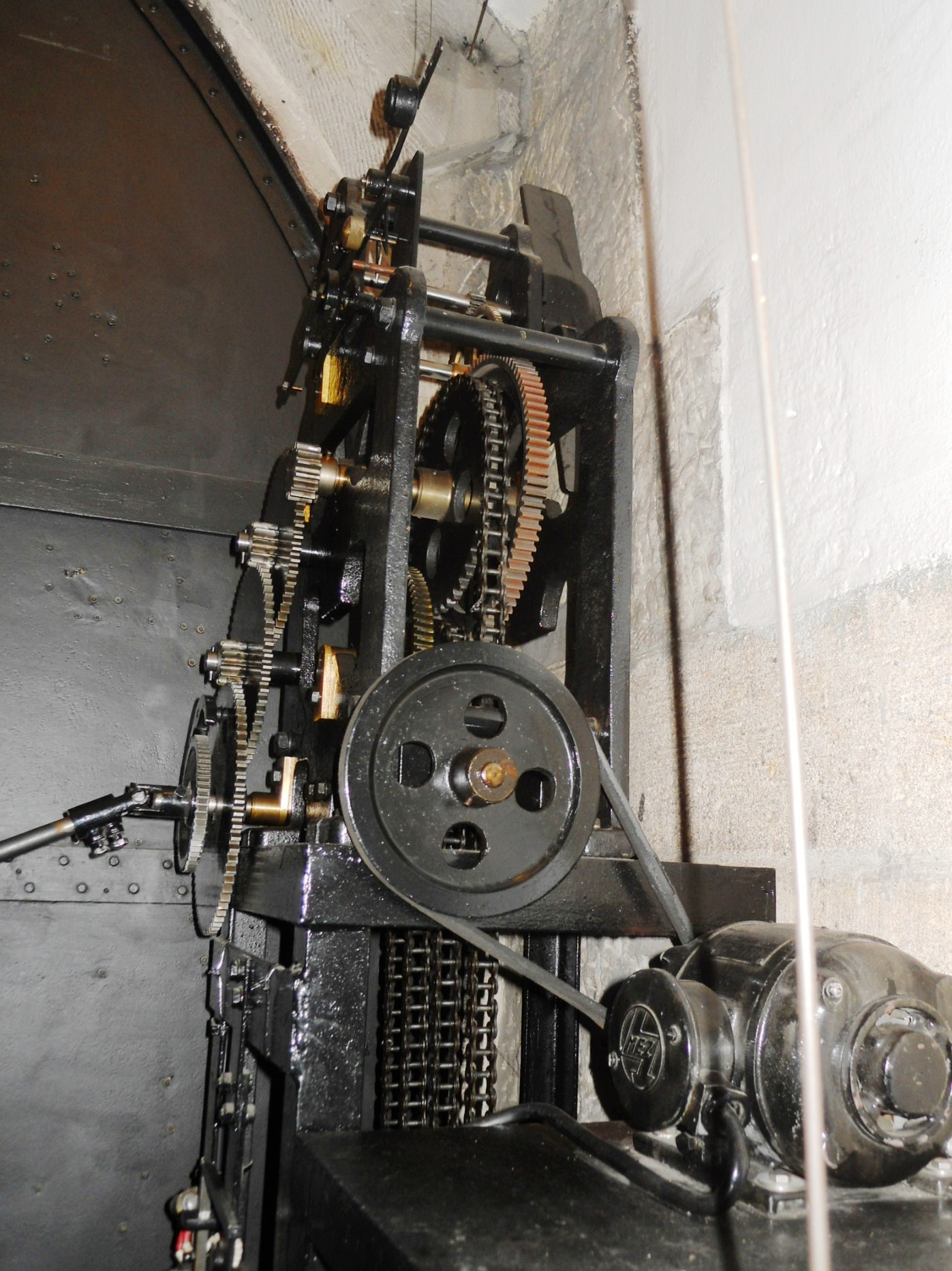
Werk für den Antrieb der „Böhmischen Stunde“ Emanuel Procházka (1957)
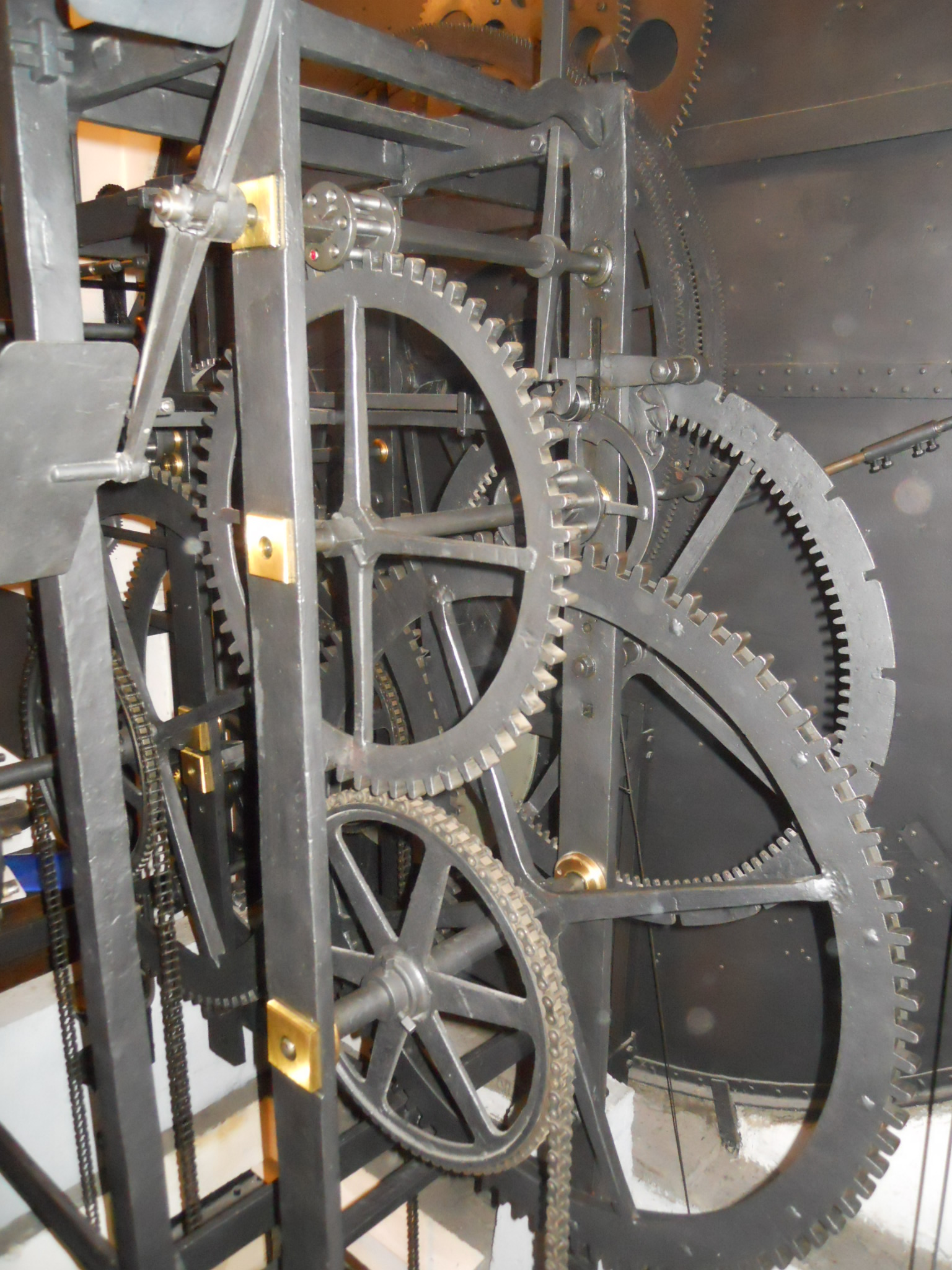
Schlagwerk
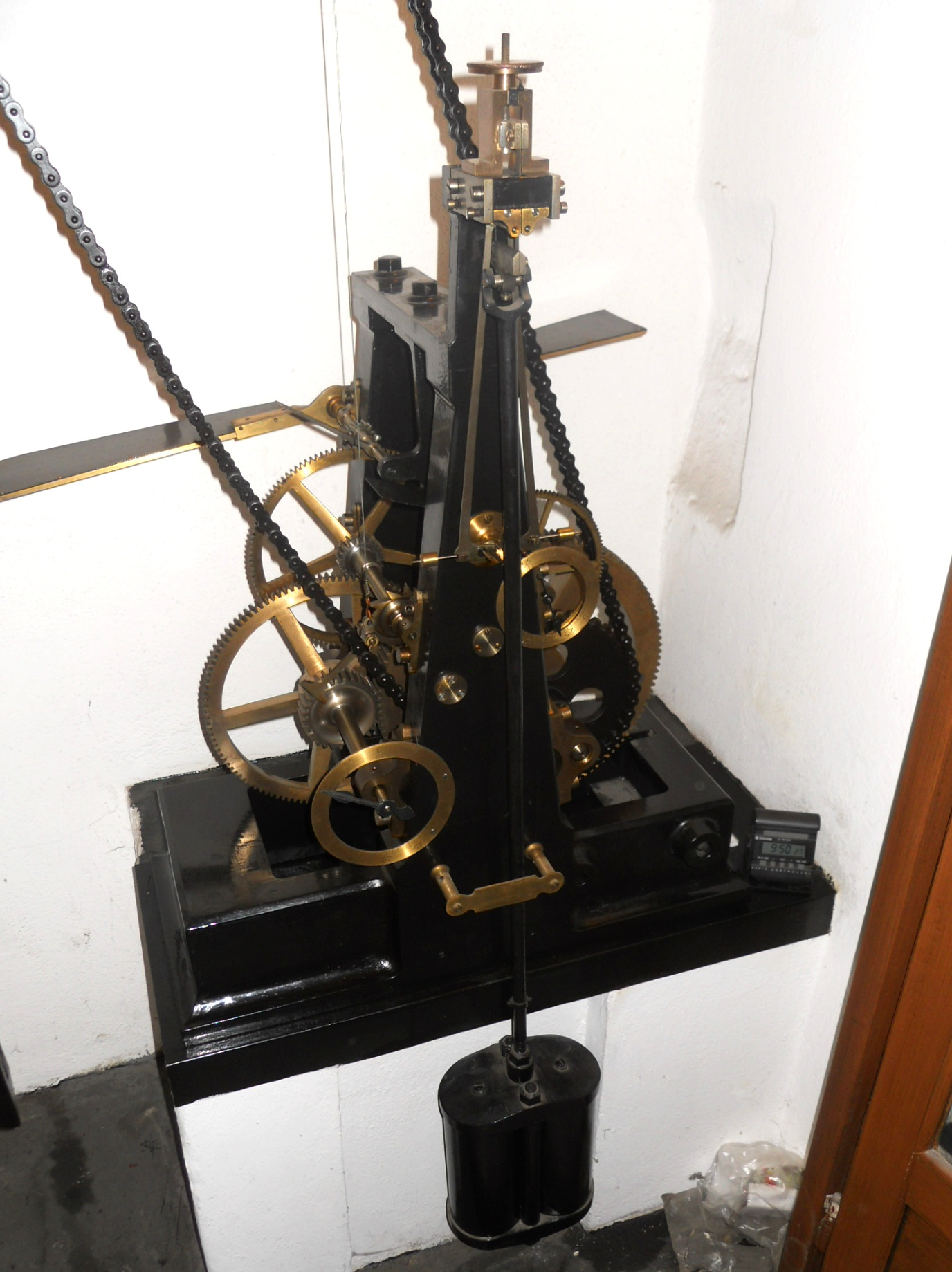
Minutenwerk Romuald Božek (1866)